# Broût-Vernet
Broût-Vernet (okzitanisch Brot e Le Vernet) ist eine französische Gemeinde mit 1.209 Einwohnern (Stand: 1. Januar 2022) im Département Allier  in der Region Auvergne-Rhône-Alpes. Sie gehört zum Kanton Bellerive-sur-Allier im Arrondissement Vichy.

## Geografie
Die Gemeinde Broût-Vernet liegt 13 Kilometer nordwestlich von Vichy in der Landschaft Limagne bourbonnaise am Fluss Andelot. Im Westen der Gemeinde verläuft der Fluss Sioule. Umgeben wird Broût-Vernet von den Nachbargemeinden Bayet im Norden, Saint-Didier-la-Forêt im Nordosten, Saint-Rémy-en-Rollat im Osten, Vendat im Südosten, Saint-Pont im Süden, Escurolles im Süden und Südwesten, Le Mayet-d’École im Südwesten, Saint-Germain-de-Salles im Westen sowie Barberier im Westen und Nordwesten. Durch die Gemeinde führt die frühere Route nationale 9 (heutige D2009).

## Geschichte
Die Gemeinde Broût-Vernet entstand im Jahr 1831 durch den Zusammenschluss der Gemeinden Broût und Vernet-sur-Sioule.

## Bevölkerungsentwicklung
| Jahr                       | 1962 | 1968 | 1975 | 1982 | 1990 | 1999 | 2006 | 2012 | 2022 |
| -------------------------- | ---- | ---- | ---- | ---- | ---- | ---- | ---- | ---- | ---- |
| Einwohner                  | 1094 | 1061 | 994  | 1048 | 1035 | 1068 | 1149 | 1187 | 1209 |
| Quellen: Cassini und INSEE |      |      |      |      |      |      |      |      |      |

## Sehenswürdigkeiten
- Kirche Saint-Mazerin aus dem 12. Jahrhundert
- romanische Kapelle von Aubeterre aus dem 12./13. Jahrhundert, Monument historique seit 1990, Teil des von Gilbert von Neuffontaines gestifteten Prämonstratenserklosters
- Burg Lafont, Monument historique
- Schloss Pointet, erbaut 1843 bis 1855
- Schloss La Mothe
- Schloss Chauussecourte
- Schloss Fouranges
- Schloss Les Gaillots
- Schloss Escolles
- Schloss Les Morelles

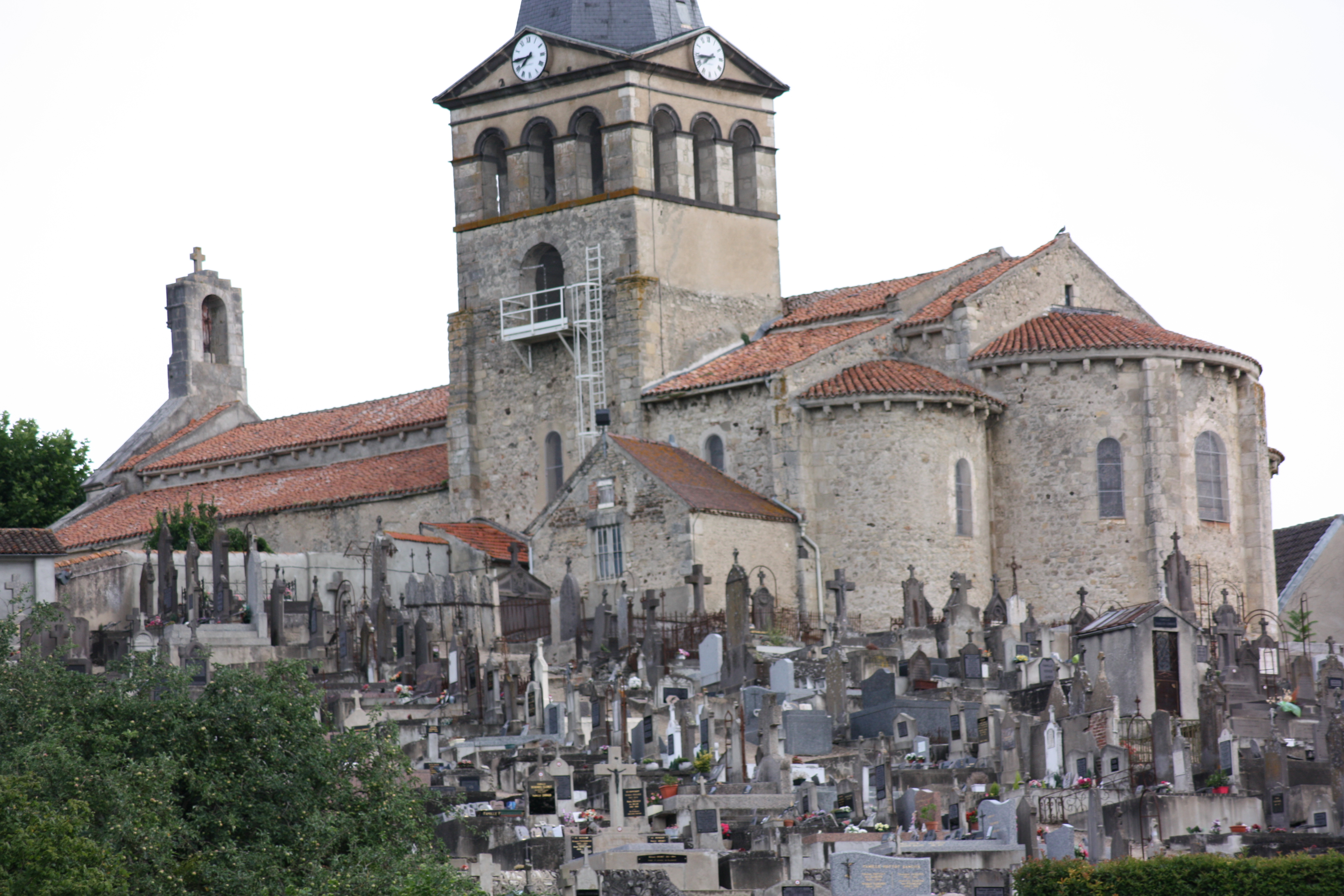
Kirche Saint-Mazerin
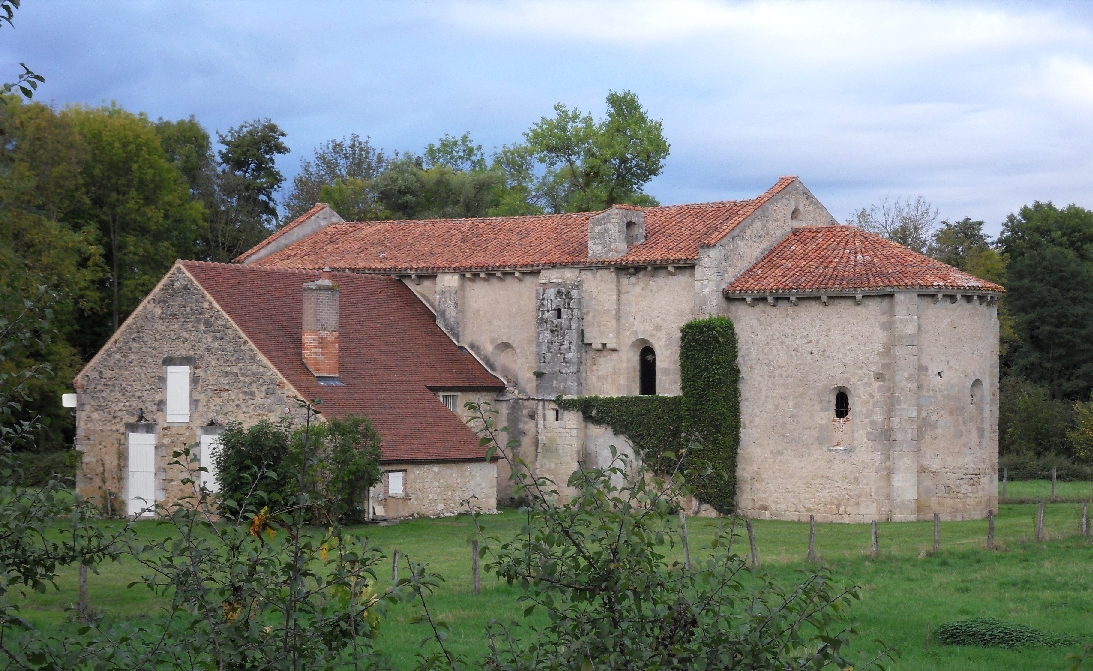
Priorat Aubeterre
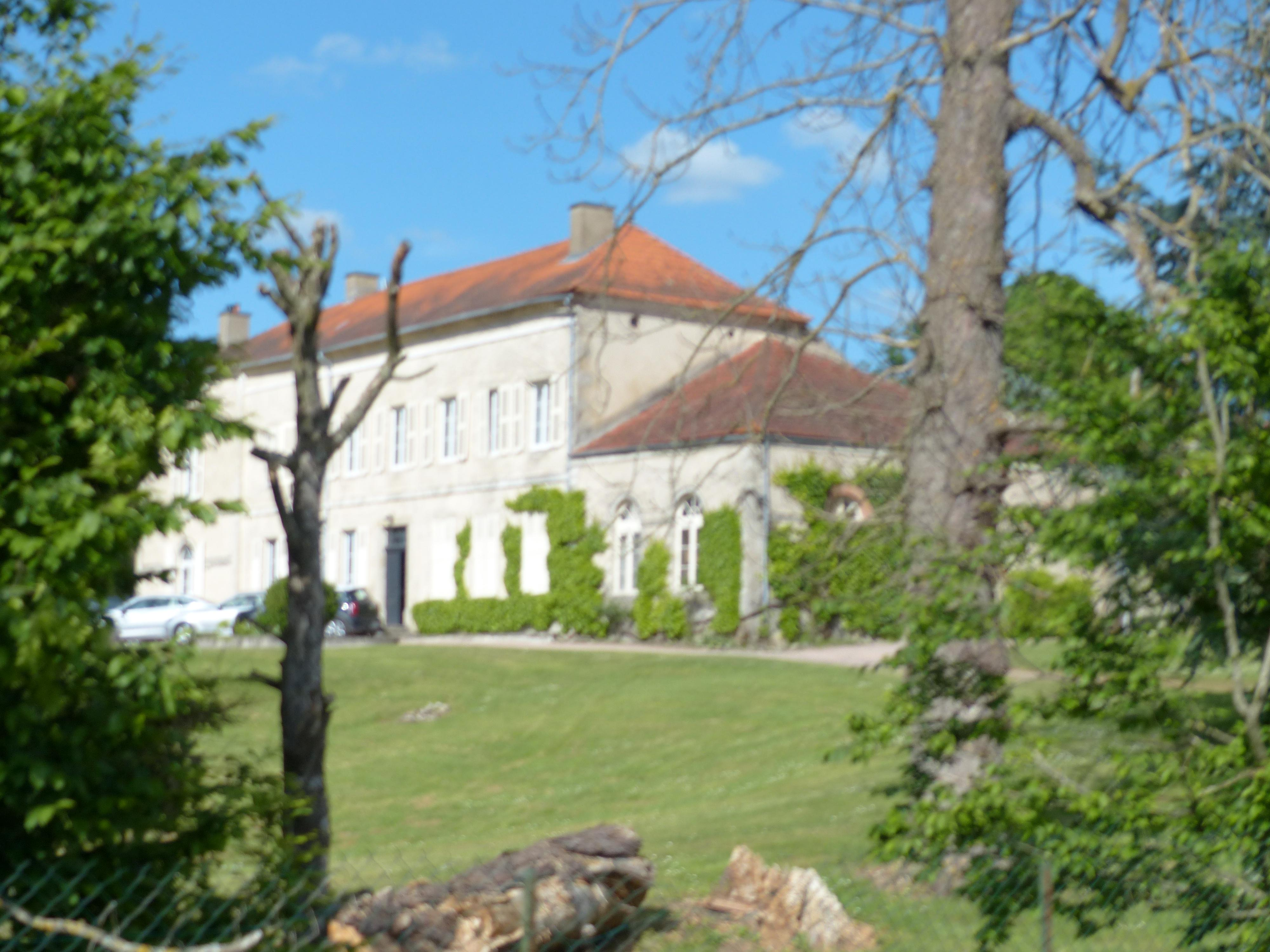
Schloss Fouranges
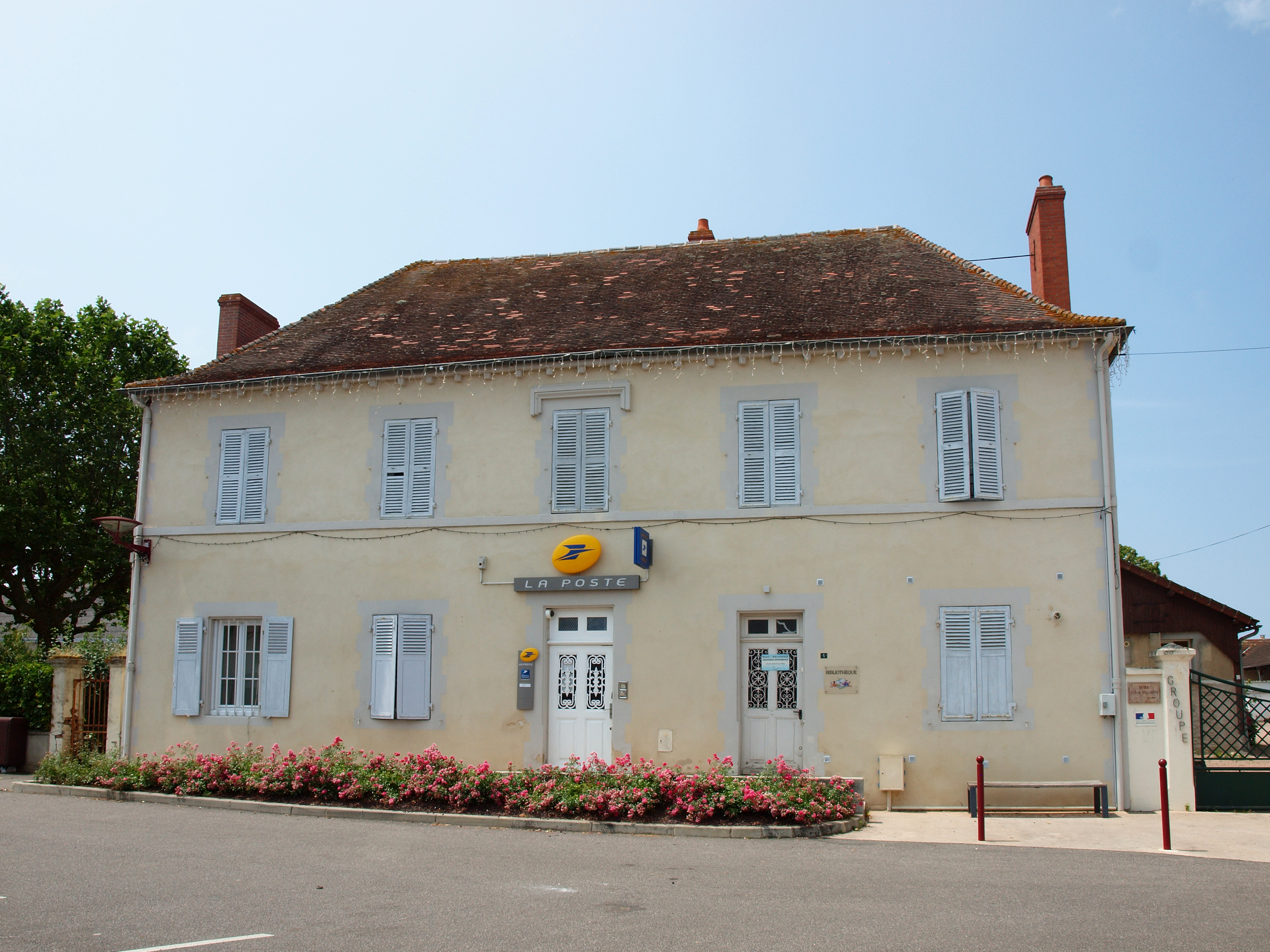
Postamt
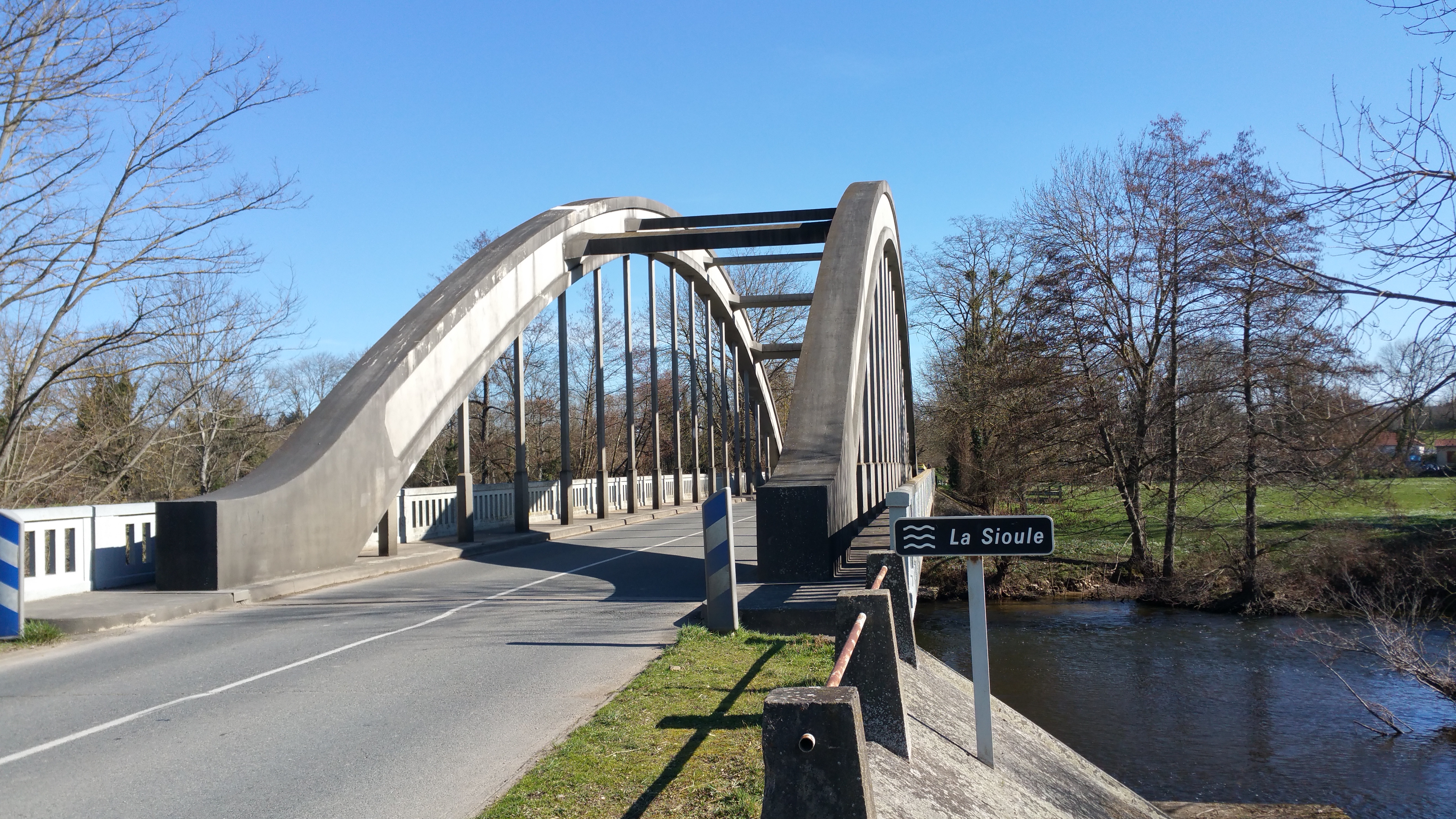
Brücke über die Sioule

## Persönlichkeiten
- Pierre-Jules Boulanger (1885–1950), Manager